# Mein Onkel vom Mars/Episodenliste
Diese Episodenliste enthält alle Episoden der US-amerikanischen Sitcom Mein Onkel vom Mars, sortiert nach der US-amerikanischen Erstausstrahlung. Zwischen 1963 und 1966 entstanden in drei Staffeln 107 Episoden.

## Übersicht
| Staffel | Episodenanzahl | Erstausstrahlung USA | Erstausstrahlung USA | Deutschsprachige Erstausstrahlung | Deutschsprachige Erstausstrahlung |
| Staffel | Episodenanzahl | Staffelpremiere      | Staffelfinale        | Staffelpremiere                   | Staffelfinale                     |
| ------- | -------------- | -------------------- | -------------------- | --------------------------------- | --------------------------------- |
| 1       | 37             | 29. September 1963   | 28. Juni 1964        | –                                 | –                                 |
| 2       | 38             | 27. September 1964   | 27. Juni 1965        | –                                 | –                                 |
| 3       | 32             | 12. September 1965   | 1. Mai 1966          | 15. Mai 1976                      | 2. April 1977                     |

## Staffel 1
Die erste Staffel lief in den Jahren 1963 und 1964. Sie wurde in Schwarz-Weiß produziert.
| Nr. (ges.) | Nr. (St.) | Deutscher Titel             | Originaltitel                                     | Erstausstrahlung USA | Deutschsprachige Erstausstrahlung (D) | Regie           | Drehbuch                       |
| ---------- | --------- | --------------------------- | ------------------------------------------------- | -------------------- | ------------------------------------- | --------------- | ------------------------------ |
| 1          | 1         | Mein Onkel vom Mars (Pilot) | My Favorite Martin                                | 29. Sep. 1963        | –                                     | Sheldon Leonard | John L. Greene                 |
| 2          | 2         | –                           | The Matchmakers                                   | 6. Okt. 1963         | –                                     | Sidney Miller   | John L. Greene, Paul David     |
| 3          | 3         | –                           | There Is No Cure For The Common Martian           | 13. Okt. 1963        | –                                     | Sidney Miller   | James Komack                   |
| 4          | 4         | –                           | Russians 'R' In Season                            | 20. Okt. 1963        | –                                     | Alan Rafkin     | James Komack                   |
| 5          | 5         | –                           | Man or Amoeba                                     | 27. Okt. 1963        | –                                     | Alan Rafkin     | Jerry Seelen, Leo Rifkin       |
| 6          | 6         | –                           | The Man on the Couch                              | 3. Nov. 1963         | –                                     | Sidney Miller   | William Blinn, Michael Gleason |
| 7          | 7         | –                           | A Loaf of Bread, A Jug of Wine, and Peaches       | 10. Nov. 1963        | –                                     | Alan Rafkin     | Earl Barret                    |
| 8          | 8         | –                           | The Awful Truth                                   | 17. Nov. 1963        | –                                     | Oscar Rudolph   | Arnold Peyser, Lois Peyser     |
| 9          | 9         | –                           | Rocket To Mars                                    | 1. Dez. 1963         | –                                     | Leslie Goodwins | Austin Kalish, Elroy Schwartz  |
| 10         | 10        | –                           | Raffles No.2                                      | 8. Dez. 1963         | –                                     | Oscar Rudolph   | Austin Kalish, Elroy Schwartz  |
| 11         | 11        | –                           | The Atom Misers                                   | 15. Dez. 1963        | –                                     | Leslie Goodwins | James Menzies                  |
| 12         | 12        | –                           | That Little Old Matchmaker, Martin                | 22. Dez. 1963        | –                                     | Oscar Rudolph   | Terry Ryan                     |
| 13         | 13        | –                           | How To Be A Hero Without Really Trying            | 29. Dez. 1963        | –                                     | Sidney Miller   | Ed James, Seaman Jacobs        |
| 14         | 14        | –                           | Blood is Thicker Than the Martian                 | 5. Jan. 1964         | –                                     | Oscar Rudolph   | Al Martin, Bill Kelsay         |
| 15         | 15        | –                           | Poor Little Rich Cat                              | 12. Jan. 1964        | –                                     | James Komack    | James Komack                   |
| 16         | 16        | –                           | Rx for Martin                                     | 19. Jan. 1964        | –                                     | James Komack    | James Komack                   |
| 17         | 17        | –                           | Going, Going, Gone                                | 4. Feb. 1964         | –                                     | Oscar Rudolph   | Elroy Schwartz, Austin Kalish  |
| 18         | 18        | –                           | Who Am I?                                         | 9. Feb. 1964         | –                                     | Leslie Goodwins | Ben Starr                      |
| 19         | 19        | –                           | Now You See It, Now You Don't                     | 16. Feb. 1964        | –                                     | Leslie Goodwins | Ben Gershman, Bill Freedman    |
| 20         | 20        | –                           | My Nephew The Artist                              | 23. Feb. 1964        | –                                     | Oscar Rudolph   | Ben Starr                      |
| 21         | 21        | –                           | Hitchhike to Mars                                 | 1. März 1964         | –                                     | Oscar Rudolph   | Bill Freedman, Ben Gershman    |
| 22         | 22        | –                           | Uncle Martin's Broadcast                          | 8. März 1964         | –                                     | Oscar Rudolph   | James Komack                   |
| 23         | 23        | –                           | An Old, Old Friend of the Family                  | 15. März 1964        | –                                     | Leslie Goodwins | John L. Greene                 |
| 24         | 24        | –                           | Super-Duper Snooper                               | 22. März 1964        | –                                     | Leslie Goodwins | Al Martin, Bill Kelsay         |
| 25         | 25        | –                           | The Sinkable Mrs. Brown                           | 5. Apr. 1964         | –                                     | Oscar Rudolph   | Al Martin, Bill Kelsay         |
| 26         | 26        | –                           | Martin and the Eternal Triangle                   | 12. Apr. 1964        | –                                     | Oscar Rudolph   | Ben Gershman, Bill Freedman    |
| 27         | 27        | –                           | Danger! High Voltage!                             | 19. Apr. 1964        | –                                     | Leslie Goodwins | Ben Gershman, Bill Freedman    |
| 28         | 28        | –                           | If You Can't Lick Them                            | 26. Apr. 1964        | –                                     | Oscar Rudolph   | Blanche Hanalis                |
| 29         | 29        | –                           | Unidentified Flying Uncle Martin                  | 3. Mai 1964          | –                                     | Leslie Goodwins | James Komack                   |
| 30         | 30        | –                           | How Are You Gonna Keep Them Down on the Pharmacy? | 10. Mai 1964         | –                                     | Leslie Goodwins | James Komack                   |
| 31         | 31        | –                           | Miss Jekyll and Hyde                              | 17. Mai 1964         | –                                     | Oscar Rudolph   | Al Martin, Bill Kelsay         |
| 32         | 32        | –                           | Who's Got The Power?                              | 24. Mai 1964         | –                                     | Leslie Goodwins | James Komack                   |
| 33         | 33        | –                           | Oh, My Aching Antenna                             | 31. Mai 1964         | –                                     | Oscar Rudolph   | Ted Sherdeman, Jane Klove      |
| 34         | 34        | –                           | The Disastro-nauts                                | 7. Juni 1964         | –                                     | Leslie Goodwins | Bill Freedman, Ben Gershman    |
| 35         | 35        | –                           | Shake Well and Don't Use                          | 14. Juni 1964        | –                                     | Oscar Rudolph   | Al Martin, Bill Kelsay         |
| 36         | 36        | –                           | A Nose for News                                   | 21. Juni 1964        | –                                     | Alan Rafkin     | William Blinn, Michael Gleason |
| 37         | 37        | –                           | Uncle Martin's Wisdom Tooth                       | 28. Juni 1964        | –                                     | Oscar Rudolph   | James Komack                   |

## Staffel 2
Die zweite Staffel wurde in Schwarz-Weiß produziert.
| Nr. (ges.) | Nr. (St.) | Deutscher Titel | Originaltitel                                                       | Erstausstrahlung USA | Deutschsprachige Erstausstrahlung (D) | Regie                               | Drehbuch                               |
| ---------- | --------- | --------------- | ------------------------------------------------------------------- | -------------------- | ------------------------------------- | ----------------------------------- | -------------------------------------- |
| 38         | 1         | –               | Dreaming Can Make It So                                             | 27. Sep. 1964        | –                                     | Oscar Rudolph                       | Ben Gershman, Bill Freedman            |
| 39         | 2         | –               | The Memory Pill                                                     | 4. Okt. 1964         | –                                     | Oscar Rudolph                       | Benedict Freedman                      |
| 40         | 3         | –               | Three To Make Ready                                                 | 11. Okt. 1964        | –                                     | Leslie Goodwins                     | Bruce Howard, Bud Nye                  |
| 41         | 4         | –               | Nothing But The Truth                                               | 18. Okt. 1964        | –                                     | Oscar Rudolph                       | Blanche Hanalis                        |
| 42         | 5         | –               | Dial M for Martin                                                   | 25. Okt. 1964        | –                                     | Oscar Rudolph                       | Fred S. Fox, Irving Elinson            |
| 43         | 6         | –               | Extra! Extra! Sensory Perception!                                   | 1. Nov. 1964         | –                                     | Leslie Goodwins                     | James Komack                           |
| 44         | 7         | –               | My Uncle the Folk Singer                                            | 8. Nov. 1964         | –                                     | Oscar Rudolph                       | Lee Karson                             |
| 45         | 8         | –               | The Great Brain Robbery                                             | 15. Nov. 1964        | –                                     | Oscar Rudolph                       | Hendrik Vollaerts                      |
| 46         | 9         | –               | Double Trouble                                                      | 22. Nov. 1964        | –                                     | Leslie Goodwins                     | Ben Gershman, Bill Freedman            |
| 47         | 10        | –               | Has Anybody Seen My Electro-Magnetic Neutron Converting Gravitator? | 29. Nov. 1964        | –                                     | Leslie Goodwins                     | Albert E. Lewin, Burt Styler           |
| 48         | 11        | –               | Don't Rain on my Parade                                             | 6. Dez. 1964         | –                                     | Leslie Goodwins                     | James Komack                           |
| 49         | 12        | –               | Night Life of Uncle Martin                                          | 13. Dez. 1964        | –                                     | Oscar Rudolph                       | Albert E. Lewin, Burt Styler           |
| 50         | 13        | –               | To Make a Rabbit Stew, First Catch a Martian                        | 20. Dez. 1964        | –                                     | Leslie Goodwins                     | Al Martin, Bill Kelsay                 |
| 51         | 14        | –               | Won't You Come Home, Uncle Martin, Won't You Come Home?             | 27. Dez. 1964        | –                                     | Martin Roth, Al Martin, Bill Kelsay |                                        |
| 52         | 15        | –               | The Case of the Missing Sleuth                                      | 3. Jan. 1965         | –                                     | Oscar Rudolph                       | Bill Freedman, Ben Gershman            |
| 53         | 16        | –               | How're Things in Glocca Martin?                                     | 10. Jan. 1965        | –                                     | Byron Paul                          | Albert E. Lewin, Burt Styler           |
| 54         | 17        | –               | Geshundheit, Uncle Martin                                           | 24. Jan. 1965        | –                                     | Oscar Rudolph                       | Ben Gershman, Bill Freedman            |
| 55         | 18        | –               | Martin Report #1                                                    | 31. Jan. 1965        | –                                     | Oscar Rudolph                       | Blanche Hanalis                        |
| 56         | 19        | –               | Uncle Martin and the Identified Flying Object                       | 7. Feb. 1965         | –                                     | Byron Paul                          | Martin Roth, Lissa Charell             |
| 57         | 20        | –               | A Martian Fiddles Around                                            | 14. Feb. 1965        | –                                     | Oscar Rudolph                       | Albert E. Lewin, Burt Styler           |
| 58         | 21        | –               | Humbug, Mrs. Brown                                                  | 21. Feb. 1965        | –                                     | Oscar Rudolph                       | Al Martin, Bill Kelsay                 |
| 59         | 22        | –               | Crash Diet                                                          | 28. Feb. 1965        | –                                     | Byron Paul                          | Robert White, Phyllis White            |
| 60         | 23        | –               | Gone But Not Forgotten                                              | 7. März 1965         | –                                     | Byron Paul                          | Benedict Freedman                      |
| 61         | 24        | –               | Stop or I'll Steam                                                  | 14. März 1965        | –                                     | Oscar Rudolph                       | Burt Styler, Albert E. Lewin           |
| 62         | 25        | –               | The Magnetic Personality and Who Needs It                           | 21. März 1965        | –                                     | Oscar Rudolph                       | Bill Freedman, Ben Gershman            |
| 63         | 26        | –               | We Love You, Miss Pringle                                           | 28. März 1965        | –                                     | Oscar Rudolph                       | Blanche Hanalis                        |
| 64         | 27        | –               | Uncle Baby                                                          | 4. Apr. 1965         | –                                     | James V. Kern                       | Martin Roth                            |
| 65         | 28        | –               | Once Upon a Martian Mother's Day                                    | 11. Apr. 1965        | –                                     | James V. Kern                       | Martin Roth, Bill Kelsay               |
| 66         | 29        | –               | Uncle Martin's Bedtime Story                                        | 25. Apr. 1965        | –                                     | Oscar Rudolph                       | Burt Styler, Albert E. Lewin           |
| 67         | 30        | –               | 006 3/4                                                             | 2. Mai 1965          | –                                     | Oscar Rudolph                       | Blanche Hanalis                        |
| 68         | 31        | –               | Never Trust a Naked Martian                                         | 9. Mai 1965          | –                                     | Leslie Goodwins                     | James Komack                           |
| 69         | 32        | –               | Martin's Favorite Martian                                           | 16. Mai 1965         | –                                     | James V. Kern                       | Phyllis White, Robert White            |
| 70         | 33        | –               | The Martian's Fair Hobo                                             | 23. Mai 1965         | –                                     | James V. Kern                       | Martin Roth, Lila Garrett, Bernie Kahn |
| 71         | 34        | –               | A Martian's Sonata in Mrs. B's Flat                                 | 30. Mai 1965         | –                                     | Oscar Rudolph                       | Ron Friedman                           |
| 72         | 35        | –               | The Green Eyed Martian                                              | 6. Juni 1965         | –                                     | Oscar Rudolph                       | Phyllis White, Robert White            |
| 73         | 36        | –               | El Señor from Mars                                                  | 13. Juni 1965        | –                                     | Oscar Rudolph                       | Bill Freedman, Ben Gershman            |
| 74         | 37        | –               | Time Out for Martin                                                 | 20. Juni 1965        | –                                     | James V. Kern                       | Martin Roth                            |
| 75         | 38        | –               | Portrait in Brown                                                   | 27. Juni 1965        | –                                     | James V. Kern                       | Phyllis White, Robert White            |

## Staffel 3
Die dritte Staffel wurde in Farbe produziert und ausgestrahlt. Ihre Erstausstrahlung lief in den USA von September 1965 bis Mai 1966. Die dritte Staffel war die einzige Staffel, die in Deutschland (beim ZDF) ausgestrahlt wurde.
| Nr. (ges.) | Nr. (St.) | Deutscher Titel                    | Originaltitel                                           | Erstausstrahlung USA | Deutschsprachige Erstausstrahlung (D) | Regie           | Drehbuch                         |
| ---------- | --------- | ---------------------------------- | ------------------------------------------------------- | -------------------- | ------------------------------------- | --------------- | -------------------------------- |
| 76         | 1         | Die Reise nach St. Louis I         | Go West, Young Martian (1)                              | 12. Sep. 1965        | 15. Mai 1976                          | David Alexander | Martin Roth                      |
| 77         | 2         | Die Reise nach St. Louis II        | Go West, Young Martian (2)                              | 19. Sep. 1965        | 29. Mai 1976                          | David Alexander | Martin Roth                      |
| 78         | 3         | Der blaue Schleier in der Wüste    | Martin of the Movies                                    | 26. Sep. 1965        | 26. Juni 1976                         | John Erman      | Albert E. Lewin, Burt Styler     |
| 79         | 4         | Die mexikanische Heirat            | Keep Me From The Church on Time                         | 3. Okt. 1965         | 10. Juli 1976                         | John Erman      | James Allardice                  |
| 80         | 5         | Der Onkel ist die Tante            | I'd Rather Fight Than Switch                            | 10. Okt. 1965        | 24. Juli 1976                         | David Alexander | Philip Rapp                      |
| 81         | 6         | Die Geniepille                     | Tim, The Mastermind                                     | 17. Okt. 1965        | 7. Aug. 1976                          | David Alexander | Albert E. Lewin, Burt Styler     |
| 82         | 7         | Eine goldige Geschichte            | Martin Goldfinger                                       | 24. Okt. 1965        | 14. Aug. 1976                         | Wes Kenney      | Albert E. Lewin, Burt Styler     |
| 83         | 8         | Der Flaschengeist im Harem         | Bottled Martin                                          | 30. Okt. 1965        | 21. Aug. 1976                         | Wes Kenney      | Albert E. Lewin, Burt Styler     |
| 84         | 9         | Geliebter Räuber                   | Hate Me a Little                                        | 7. Nov. 1965         | 28. Aug. 1976                         | Mel Ferber      | Gene L. Coon                     |
| 85         | 10        | Die Panne mit Zelda                | Girl in the Flying Machine                              | 14. Nov. 1965        | 23. Okt. 1976                         | Mel Ferber      | Blanche Hanalis                  |
| 86         | 11        | Duett für zwei alte Pistolen       | That Time Machine is Waking Up That Old Gang of Mine    | 21. Nov. 1965        | 30. Okt. 1976                         | Jean Yarbrough  | James B. Allardice, Tom Adair    |
| 87         | 12        | Zwei seltsame Damen                | Avenue „C“ Mob                                          | 28. Nov. 1965        | 12. Juni 1976                         | John Erman      | Blanche Hanalis                  |
| 88         | 13        | Der doppelte Tim                   | Tim and Tim Again                                       | 5. Dez. 1965         | 6. Nov. 1976                          | John Erman      | Bill Kelsay, Martin Roth         |
| 89         | 14        | Loralee, der Gangsterschreck       | Lorelei Brown vs. Everybody                             | 12. Dez. 1965        | 13. Nov. 1976                         | Jean Yarbrough  | Bill Kelsay                      |
| 90         | 15        | Das Zweieinhalb-Millionen-Ding     | The O'Hare Cape                                         | 19. Dez. 1965        | 27. Nov. 1976                         | John Erman      | Albert E. Lewin, Burt Styler     |
| 91         | 16        | Der Geheimnisträger                | Who's Got A Secret?                                     | 26. Dez. 1965        | 20. Nov. 1976                         | John Erman      | Martin Roth                      |
| 92         | 17        | Tim macht eine Erbschaft           | Heir Today, Gone Tomorrow                               | 2. Jan. 1966         | 4. Dez. 1976                          | Jean Yarbrough  | Ben Starr                        |
| 93         | 18        | Rendezvous im Trödelladen          | Martin's Revoltin' Development                          | 16. Jan. 1966        | 11. Dez. 1976                         | Jean Yarbrough  | Leigh Chapman                    |
| 94         | 19        | Mit Perücke und Korsett            | TV or Not TV                                            | 23. Jan. 1966        | 18. Dez. 1976                         | John Erman      | Michael R. Stein, Jack Gross Jr. |
| 95         | 20        | Bubi kann alles                    | Man from Uncle Martin                                   | 30. Jan. 1966        | 8. Jan. 1977                          | John Erman      | James Allardice, Tom Adair       |
| 96         | 21        | Gefährliche Düfte                  | Martin the Mannequin                                    | 6. Feb. 1966         | 22. Jan. 1977                         | David Alexander | Martin Roth                      |
| 97         | 22        | Butterball ist wieder da           | Butterball                                              | 13. Feb. 1966        | 29. Jan. 1977                         | David Alexander | John L. Greene                   |
| 98         | 23        | Der Fluch des Zigeuners            | When a Martian Makes his Violin Cry                     | 20. Feb. 1966        | 5. Feb. 1977                          | John Erman      | Austin Kalish, Irma Kalish       |
| 99         | 24        | Noch einer vom Mars                | When You Get Back Home to Mars, Are You Going to Get It | 27. Feb. 1966        | 26. März 1977                         | Jean Yarbrough  | Martin Roth                      |
| 100        | 25        | Wie kommt der Onkel auf den Hund?  | Doggone Martin                                          | 6. März 1966         | 12. Feb. 1977                         | John Erman      | Albert E. Lewin                  |
| 101        | 26        | Wo ist Mr. Hoppendahl?             | Virus M for Martin                                      | 13. März 1966        | 26. Feb. 1977                         | David Alexander | Bill Kelsay                      |
| 102        | 27        | Die Diamantenkiste                 | Our Notorious Landlady                                  | 20. März 1966        | 19. Feb. 1977                         | David Alexander | Gene Thompson                    |
| 103        | 28        | Mona Lisa tiefgefroren             | Martin Meets his Match                                  | 27. März 1966        | 19. März 1977                         | David Alexander | Gene Thompson, Bill Kelsay       |
| 104        | 29        | Als Onkel Martin ein Rennpferd war | Horse and Buggy Martin                                  | 3. Apr. 1966         | 5. März 1977                          | David Alexander | Albert E. Lewin                  |
| 105        | 30        | Der Löwe und die Zeitungsgans      | Stop The Presses, I Want to Get Off                     | 17. Apr. 1966        | 12. März 1977                         | Jean Yarbrough  | Austin Kalish, Irma Kalish       |
| 106        | 31        | Das karierte Eichhorn              | My Nut Cup Runneth Ove                                  | 24. Apr. 1966        | 9. Apr. 1977                          | John Erman      | Bill Kelsay, Gene Thompson       |
| 107        | 32        | Folterabend am Marterpfahl         | Pay The Man The $24                                     | 1. Mai 1966          | 2. Apr. 1977                          | John Erman      | Burt Styler                      |